# Silene fasciculata
Silene fasciculata är en nejlikväxtart som beskrevs av Takenoshin Nakai. Silene fasciculata ingår i släktet glimmar, och familjen nejlikväxter. Inga underarter finns listade i Catalogue of Life.